# Zdibsko
Zdibsko je vesnice, část města Klecany v okrese Praha-východ. Nachází se asi 2,3 km na východ od Klecan, severně od obce Zdiby. Vesnici protíná dálnice D8 a silnice II/608. Je zde evidováno 8 adres.
Nachází se zde rozlehlý (13 ha) skladový areál D8 Park společnosti P3 Logistic Parks patřící do singapurského státního fondu GIC.